# ムハンマド・アウフィー
ムハンマド・アウフィー（ペルシア語:سدید الدین محمد عوفی、英語:Sadiduddin Muhammad Aufi、1171年頃 - 1242年頃）は、ペルシアの歴史家、作家である。ブハラ生まれ。サマルカンド、シンド、デリーの宮廷に仕えた。
散文の他、作詩もしたとされる。